# Acanthoisis dhondtae
Acanthoisis dhondtae är en korallart som beskrevs av Bayer och Carlo de Stefani 1987. Acanthoisis dhondtae ingår i släktet Acanthoisis och familjen Isididae. Inga underarter finns listade i Catalogue of Life.